# Centromacronema excisum
Centromacronema excisum is een schietmot uit de
familie Hydropsychidae. De soort komt voor in het Neotropisch gebied.